# Gornje Vinovo
Gornje Vinovo falu Horvátországban Šibenik-Knin megyében. Közigazgatásilag Unešićhez tartozik. 1931-ig Donje Vinovoval közösen képezte Vinovo települést.

## Fekvése
Šibeniktől légvonalban 33, közúton 52 km-re keletre, községközpontjától légvonalban 10, közúton 17 km-re keletre Dalmácia középső részén a Zagorán, a keleti megyehetár közelében fekszik.

## Története
Vinovo helyén a középkorban a Partemić nevű település állt, mely a kosevićai Szent János plébánia része volt. 1522-ben a török a környező falvakkal együtt elfoglalta és a 17. század végéig uralma alatt maradt. A török uralom idején 1537-től a Klisszai szandzsák része volt. A Zagora területével együtt 1684 és 1699 között a moreiai háború során szabadult fel végleg a török uralom alól. 1686-tól a nevesti plébániához tartozott, majd 1730-ban az akkor alapított čvrljevói plébánia része lett, melyhez ma is tartozik. A település 1797-ben a Velencei Köztársaság megszűnésével a Habsburg Birodalom része lett. 1806-ban Napóleon csapatai foglalták el és 1813-ig francia uralom alatt állt. Napóleon bukása után ismét Habsburg uralom következett, mely az első világháború végéig tartott. A falunak 1857-ben 244, 1910-ben 392 lakosa volt. Az első világháború után rövid ideig az Olasz Királyság, ezután a Szerb-Horvát-Szlovén Királyság, majd Jugoszlávia része lett. A délszláv háború során a település mindvégig horvát kézen volt. 2011-ben 33 lakosa volt.

## Lakosság
| Lakosság változása | Lakosság változása | Lakosság változása | Lakosság változása | Lakosság változása | Lakosság változása | Lakosság változása | Lakosság változása | Lakosság változása | Lakosság változása | Lakosság változása | Lakosság változása | Lakosság változása | Lakosság változása | Lakosság változása | Lakosság változása |
| ------------------ | ------------------ | ------------------ | ------------------ | ------------------ | ------------------ | ------------------ | ------------------ | ------------------ | ------------------ | ------------------ | ------------------ | ------------------ | ------------------ | ------------------ | ------------------ |
| 1857               | 1869               | 1880               | 1890               | 1900               | 1910               | 1921               | 1931               | 1948               | 1953               | 1961               | 1971               | 1981               | 1991               | 2001               | 2011               |
| 244                | 288                | 271                | 279                | 347                | 392                | 249                | 393                | 428                | 435                | 389                | 378                | 156                | 131                | 46                 | 33                 |

## Nevezetességei
Szent Márk evangélista tiszteletére szentelt temploma a 18. században épült, első említése 1757-ből származik. Eredetileg egy kis méretű épület volt félköríves apszissal, melyet 1878-ban átépítettek. Ehhez építették hozzá az új templomhajót, így a régi templom az új templom szentélye lett. A munkálatokat a crivaci Mate Đogaš mester végezte. A templom homlokzatán hatágú rózsaablak, a bejárat mellett két kis ablak, az oromzaton pengefalú harangtorony került kialakításra. A harangtoronyban három harang látható. A főoltárt gipszből, az antependiumot márványból készítették. Az oltáron helyezték el a Szent Márkot a Szűzanya és Szent Ilona társaságában ábrázoló oltárképet (19. századi munka). A képelőtt a Szeplőtelen fogantatás nagyméretű szobra látható. A diadalívnél Szent Márk és Szent Antal szobrait állították fel. A templomban egy régi feszület is található. Körülötte fekszik a település temetője.